# Todarodes
Todarodes es un género de moluscos cefalópodos de la familia Ommastrephidae.

## Especies
Se reconocen las siguientes especies:
- Todarodes angolensis
- Todarodes filippovae
- Todarodes pacificus
- Todarodes sagittatus
- Toad